# DiRT 3
DiRT 3 — відеогра жанру автосимулятора, восьма за рахунком в серії Colin McRae Rally. Хоч в назві й відсутнє ім'я відомого гонщика, гра являє собою продовження попередньої гри серії — DiRT 2. DiRT 3 базується на ігровому рушії EGO 2.0.

## Ігровий процес
Основна частина геймплею присвячена зароблянню очок репутації, які гравець отримує, беручи участь в різних змаганнях, і які потрібні для залучення уваги спонсорів, які надають нові транспортні засоби. Також в грі присутній режим джімхани, де гравець повинен проходити трасу з перешкодами, при цьому виконуючи трюки, щоб отримувати очки. Крім того в грі існують та режими «для вечірок», в яких цілями є руйнування дерев'яних будівель, розповсюдження зомбі-інфекцій та захоплення прапора. В хардкорному режимі гравцеві доступний тільки вид з кокпіта, відсутні помічники, з'являються сніг і дощ, а також можливість завантажувати відеоповтори одразу на YouTube.
| Видання                      | Оцінка |
| ---------------------------- | ------ |
| 1Up.com                      | A-     |
| AllGame                      | [ 4 ]  |
| Computer and Video Games     | 9.4/10 |
| Eurogamer                    | 9/10   |
| G4                           | 4/5    |
| GamePro                      | [ 8 ]  |
| GameRevolution               | A-     |
| GameSpot                     | 9.0/10 |
| GamesRadar+                  | 9/10   |
| GameTrailers                 | 9.2/10 |
| IGN                          | 8.5/10 |
| Official Xbox Magazine (США) | 9.0/10 |
| Pocket Gamer                 | 8.7/10 |

## Оцінки та відгуки
«Codemasters створили чудовий, унікальний гоночний симулятор. Їх ралі поєднують в собі і серйозність даних змагань, і веселощі для невимушеного відпочинку» — відгукнувся про гру портал Games-TV. У своєму огляді він виставив найвищий бал-«варто купити».
PC Ігри: «Видно, що кожна деталь гри була ретельно продумана, і через це Dirt 3 легко записати в пантеон найкращих гоночних ігор планети.»
Країна ігор: «Як підсумок хочеться сказати, що при всіх своїх недоліках, DiRT 3-на цей момент, напевно, найкраща розважальна гоночна гра.»

## Цікаві факти
- На початку осені через помилку вебпрограмістів Advanced Micro Devices в мережу " витекла " база Steam-ключів DiRT 3. Список ключів можна було завантажити з офіційного сайту Advanced Micro Devices в форматі xML, не використовуючи ніяких додаткових програм, крім браузера. Ці ключі призначалися для промоакції AMD, ключі вкладалися в коробки з відеокартами. У мережу просочилися більше трьох мільйонів ключів. Valve Corporation та AMD відреагували негайно, заблокувавши більшість ключів та видаливши вже активовані гри з акаунтів користувачів Steam.